# Aynät
Aynaet (koptisch: „böses Auge“) ist eine Dämonin aus der Mythologie Äthiopiens.
Sie ist die Personifikation des „bösen Blicks“, mit welchem sie Tod und Verderben unter den Menschen sät. Es können hierbei deutliche Parallelen zu Agash gezogen werden, vermutlich ist sie einfach nur die regionale Form derselben Wesenheit. Angeblich soll sie einst Jesus getroffen haben, der sie, nur durch die Kraft seiner Worte, zu Asche verwandelte.
Sie wird auch bisweilen „Dämonenauge“ oder „Schattenauge“ genannt.